# BMW Concept CS
BMW Concept CS – skonstruowany w 2007 roku samochód koncepcyjny marki BMW.

## Opis modelu

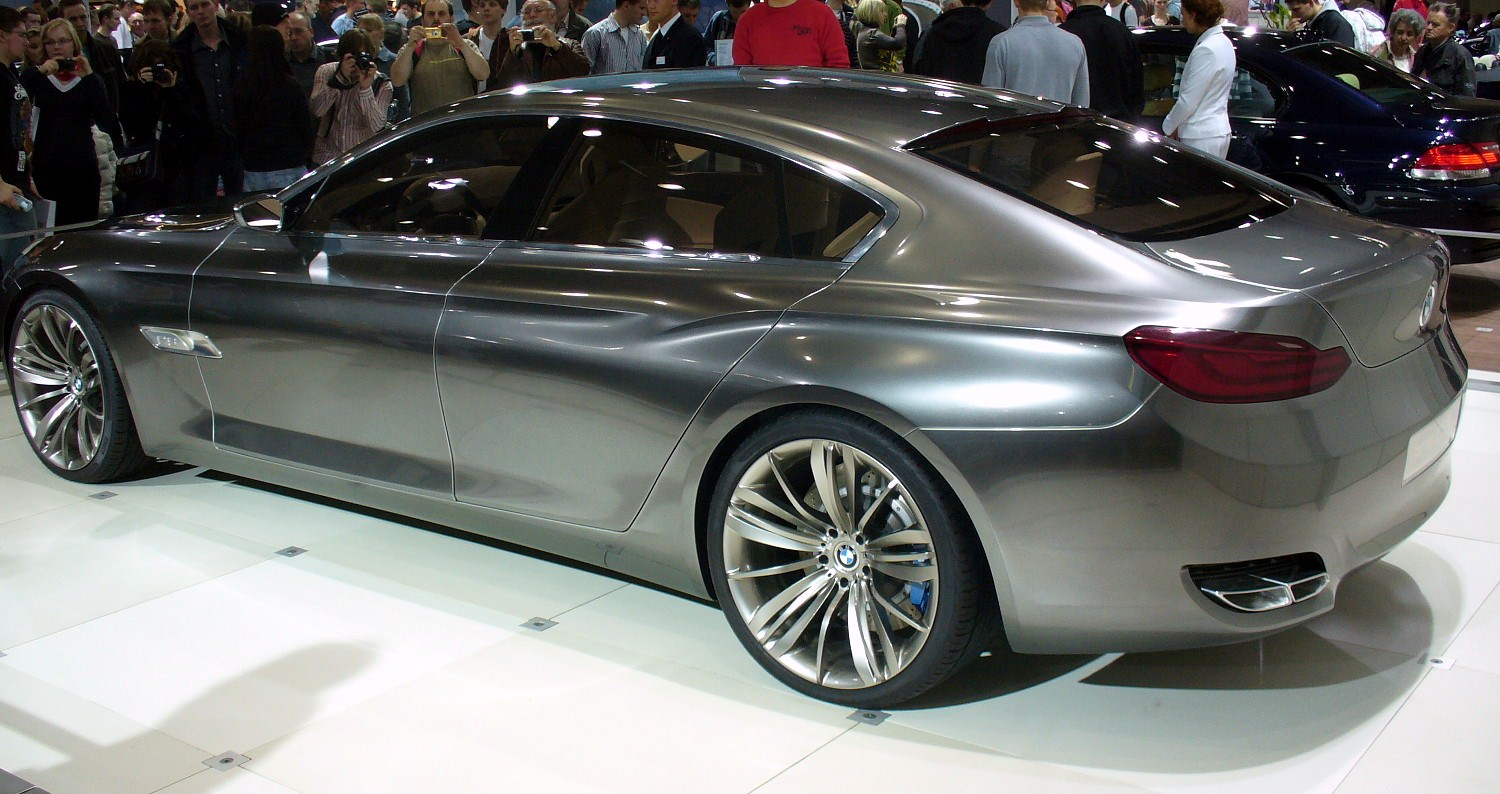
BMW Concept CS – tył

Concept CS jest czterodrzwiowym samochodem sportowym, w którym zastosowano wiele innowacji. Są to m.in. uchwyty drzwi, które automatycznie wysuwają się, gdy czujnik zauważy ruch w pobliżu zaparkowanego auta. Najprawdopodobniej miał trafić do produkcji jako prekursor nowego modelu serii 8. Jego główną konkurencją po wprowadzeniu na rynek byłyby m.in. Porsche Panamera, Aston Martin Rapide i Mercedes-Benz CLS. 4 września 2008 roku ogłoszono, że w związku z kryzysem finansowym na światowym rynku porzucono prace nad rozwijaniem tego samochodu i pozostanie on w stadium samochodu koncepcyjnego.